# Haika Grossman
Haika Grossman (in ebraico: חייקה גרוסמן?) (Białystok, 20 novembre 1919 – Israele, 26 maggio 1996) è stata una politica e partigiana polacca naturalizzata israeliana.

## Biografia
Da ragazza si unì al movimento giovanile HaShomer HaTzair, ispirato al sionismo socialista. In qualità di leader polacca del movimento, fu mandata nella città di Brėst per organizzarne le attività.
Con lo scoppio della seconda guerra mondiale, Grossman si trasferì a Wilno, l'attuale Vilnius, mentre nel 1941, dopo l'invasione nazista dell'Unione Sovietica, fece ritorno a Białystok, dove contribuì ad organizzare un movimento clandestino di resistenza all'interno del ghetto. Fece anche da messaggera tra il ghetto di Białystok e quelli di Wilno, Lublino e Varsavia. Usando dei documenti falsi, assunse l'identità di una donna polacca di nome Halina Woranowicz; ciò le permise di coordinare i movimenti clandestini di numerose città e ghetti, nonché le unità partigiane che si stavano formando nelle vicine foreste della Polonia e della Lituania. Con l'aiuto di Otto Busse, acquistò delle armi e le contrabbandò all'interno dei ghetti. Nel 1943 prese parte alla rivolta del ghetto di Białystok e contribuì a fondare un'unità clandestina di tedeschi antinazisti.
Dopo la guerra, lavorò presso il Comitato Centrale degli Ebrei di Polonia e ricevette l'onorificenza più alta della Polonia per il suo atto di eroismo. Nel 1948 emigrò nella Palestina mandataria e si unì al Kibbutz Evron nella Galilea occidentale.
Dal 1969 al 1988 (con una pausa tra il 1981 e il 1984), Grossman fu membro della Knesset per Mapam e la coalizione Allineamento. Come parlamentare, si occupò della questione dei diritti sociali e della condizione delle donne. Tra le leggi che contribuì a far approvare ci furono quella sull'aborto e quella contro il pestaggio dei bambini.
Nel 1993, Grossman venne invitata ad accendere una delle dodici torce che tradizionalmente venivano fatte ardere in occasione dello Yom Ha'atzma'ut (Giorno dell'Indipendenza di Israele). In quell'occasione ebbe un incidente cadendo da una rampa di scale. Finita in coma, morì tre anni dopo, nel 1996, senza aver mai ripreso conoscenza.